# Доктор Ватсон (группа)
Шоу-группа „Доктор Ватсон“ — советский и российский вокальный коллектив, выступающий в таких жанрах как поп, бит.
В основном, „Доктор Ватсон“ исполняет попурри на популярные песни прошлых лет, а также оригинальные песни различных авторов.

## История
Первоначально, в 1985 году, группа называлась „Сюрприз“. Замысел создания вокального шоу-квартета с элементами театрализации в стиле „ретро“ принадлежал Георгию Мамиконову и Виктору Камашеву, работавшим в ВИА „Верные друзья“. К проекту присоединились Тимур Миронов, Виктор Грошев (ВИА „Ровесники“).
В июне 1986 года в телепередачах „Утренняя почта“ и „Вокруг смеха“ состоялась премьера песни композитора А. Слизунова „Доктор Ватсон“, ставшей первым хитом группы. В том же году „Сюрприз“ был принят в Московскую областную филармонию. Начались гастрольные туры коллектива по стране с популярными исполнителями, такими как Г. Хазанов, С. Ротару, А. Вески.
В марте 1988 года было записано первое попурри — „Королева красоты“.
На фестиваль в польском городе Белостоке в 1989 году группа отправилась под именем „Доктор Ватсон“.
На фирме „Мелодия“ был записан диск-гигант из двух виниловых пластинок. На одной было девять попурри, на второй — шестнадцать популярных советских песен из кино в аранжировках Е. Слизунова и А. Мясникова. В каждый конверт был вложен лист с текстами песен. Выходу двойного альбома был посвящён фильм-концерт „Хорошо!“; в фильм вошли попурри „Хорошо“, „Огонёк“, „Королева красоты“, „Лада“ и „Август“.
В 1994 году на фирме RDM вышел первый компакт-диск группы „Хорошо!“. В сентябре в группу пришел новый солист — лауреат Международного фестиваля Сопот-92 Игорь Браславский.
В августе 1995 года шоу-группе было присвоено звание лауреата премии Правительства Москвы». С 1995 года начались ежегодные гастроли группы в США.
В рамках празднования Москвы[когда?] ретро-театром «Доктор Ватсон» был проведен фестиваль «Звезды Ретро».
В 1998 году состоялся гала-концерт в БКЗ «Октябрьский» длительностью пять часов.
2000 год — 15-летие группы «Доктор Ватсон». Год начался с участия в телепрограмме «Песня года» с композициями «Песни века» и «Юбилейная»(по заказу ОРТ). Серия юбилейных концертов по стране и за рубежом завершилась заключительными концертами в конце года на сценах БКЗ «Октябрьский» (г. Санкт-Петербург) и ГЦКЗ «Россия», где была представлена новая программа «Золотая коллекция» (телеверсия показана по ТВЦ). К 15-летнему юбилею выпущены новые CD: «О чем плачут гитары», «Юбилейный»
В 2003 году был учреждена премия «Киноватсон».
В сентябре 2005 года на Площади Звезд перед ГЦКЗ «Россия» состоялась церемония закладки именной Звезды группы «Доктор Ватсон». В концертном зале «Россия» состоялся концерт "20 лет вместе.
28 июня 2021 года скончался один из основателей группы Георгий Мамиконов, который более 35 лет был ее бессменным руководителем.

## Дискография

### Группа «Сюрприз»
1. В гостях у «Доктора Ватсона» (1987, магнитоальбом)
2. В гостях у «Доктора Ватсона» (1988, винил)

### Группа «Доктор Ватсон»
1. Хорошо (1991)
2. Снова хорошо (1995)
3. Лучшие песни нашей Родины (1995)
4. Хорошо. Новая версия (1996; новая версия альбома 1991 года с двумя новыми треками — попурри «Прощальная» и «Победная»)
5. Сюрприз Доктора Ватсона (1996)
6. Сюрприз (1996)
7. Доктор Ватсон в Нью-Йорке (1996)
8. Снова хорошо (1996)
9. Москва — любовь моя (1997)
10. Просто хорошо (1997)
11. Слушай, Ленинград (1998)
12. Лучшие песни нашей родины 4 (1999)
13. Музыкальный глобус (1999)
14. Привет, Америка! (1999)
15. Музыкальный глобус (1999)
16. Вокруг света (2000)
17. О чем плачут гитары (2000)
18. Музыкальный глобус-2 (2000)
19. Юбилейный (2001)
20. Лучшие песни нашего кино (2003)
21. Россия героическая (2004)
22. Звезда по имени Ватсон (2005)
23. Юбилейный вызов (2005)
24. Лучшие песни нашего кино (2006)
25. 20 лет вместе (2006 — совместно с Феликсом Царикати (песня «Шаланды, полные кефали»), Аркадием Аркановым (попурри «О, Сан-Луи»), Валерием Сюткиным (песня «Чёрный кот»), Вячеславом Добрыниным (попурри «На земле живёт любовь») и другими)[7]
26. Любимые песни. RU (2007)

## Клипы

### Группа «Сюрприз»
1. 1986 — «Футбольная песенка»
2. 1988 — «Ход конем»

### Группа «Доктор Ватсон»
1. 2000 — «Три банана»
2. 2001 — «Шизгара»
3. 2002 — «Эй, мамбо»
4. 2017 — «Чёрный кот»

## Фильмография
1. 1992 — «Хорошо!» (фильм-концерт)

## Состав
- Тимур Миронов (с 1985 года)
- Виктор Щедров (с 2005 года)
- Евгений Финадеев (май 2018 года)
- четвертый участник группы (с сентября 2021 года) до сих пор не представлен аудитории.[источник не указан 172 дня]

### Бывшие участники
- Георгий Мамиконов (1985—2021)
- Виктор Камашев (1985—1989)
- Виктор Грошев (1985—2007)
- Игорь Иванников (1989—1994)
- Игорь Браславский (1994—2004)
- Владимир Куклин (2004—2005)
- Владимир Овчаров (2008— май 2018)

## Премия «КиноВатсон»
В 2003 году группа учредила Гранд-премию «КиноВатсон», которая присуждается за выдающийся вклад в создание музыки для кино.
Среди лауреатов премии (по алфавиту):
- Гарри Бардин
- Александр Басилая
- Никита Богословский
- Ролан Быков
- Аида Ведищева
- Узеир Гаджибеков
- Онегин Гаджикасимов
- Леонид Гайдай
- Евгений Гинзбург
- Григорий Гладков
- Лариса Голубкина
- Исаак Дунаевский
- Александр Журбин
- Владимир Зельдин
- Александр Кавалеров
- Елена Камбурова
- Эдмонд Кеосаян
- Юлий Ким
- Иосиф Кобзон
- Майя Кристалинская
- Евгений Крылатов
- Платон Майборода
- Леонид Нечаев
- Наум Олев
- Георг Отс
- Раймонд Паулс
- Александра Пахмутова
- Георгий Портнов[9]
- Эдита Пьеха[9]
- Ольга Рождественская
- Клара Румянова
- Алексей Рыбников
- Людмила Сенчина[9]
- Игорь Скляр[9]
- Алла Сурикова
- Олег Табаков
- Нина Ургант[9]
- Эдуард Успенский и другие.[8][10]